# Amegilla rufipes
Amegilla rufipes är en biart som först beskrevs av Amédée Louis Michel Lepeletier 1841.  Amegilla rufipes ingår i släktet Amegilla och familjen långtungebin. Inga underarter finns listade i Catalogue of Life.